# Леонова, Мария Карловна
Мария Карловна Леонова (также называемая Леонова 1-я; урождённая Эйзерих, по мужу Шарпантье; 23 августа (4 сентября) 1818, Рига — 22 июня (5 июля) 1912, Либава) — российская оперная певица (лирико-драматическое сопрано) и музыкальный педагог. Дочь дирижёра и композитора Карла Эйзериха. Жена Леона Леонова (с 1836).
Первые уроки музыки и вокала брала у своего отца. В 15 лет впервые выступила в оратории И. Гайдна «Времена года» в зале петербургского Дворянского собрания. С 1833 начала заниматься вокалом с Катерино Кавосом. В 1835—1842 солистка петербургского Большого театра (дебютировала в партии Алисы в опере Джакомо Мейербера «Роберт-Дьявол»), в 1842—1847 — московского Большого театра (дебютировала в партии Антониды в «Жизни за царя» Михаила Ивановича Глинки, став первой исполнительницей этой партии на московской сцене). Выступала как Леонова 1-я, взяв, таким образом, не только фамилию мужа, но и его сценический псевдоним.
Первая исполнительница партии Зори в опере Алексея Верстовского «Сон наяву, или Чурова долина» (1841). Пела также Надежду в его же «Аскольдовой могиле». Большее одобрение встретили, однако, её выступления в зарубежном репертуаре: в итальянских операх — Джоакино Россини «Золушка» (заглавная партия), «Вильгельм Телль» (Матильда) и «Севильский цирюльник» (Розина), Гаэтано Доницетти «Лючия ди Ламмермур» (заглавная партия), «Любовный напиток» (Адина) и «Роберт д’Эвере, граф Эссекс» (Елизавета), Виченцо Беллини «Норма» (заглавная партия) и «Сомнамбула» (Амина) — и французских «Бронзовый конь» Франсуа Обера (Стелла), «Жидовка» Фроманталя Галеви (Рахиль), «Цампа, морской разбойник, или Мраморная невеста» Жозефа Фердинанда Герольда (Камилла).
С 1847 гастролировала в Германии. В 1866—1868 преподавала в Тифлисе, затем в Мюнхене, в 1885—1895 — в Петербурге. С 1895 жила в Либаве.